# Заподеа (Харгита)
Заподеа (рум. Zăpodea) насеље је у Румунији у округу Харгита у општини Галауцаш. Oпштина се налази на надморској висини од 753 m.

## Становништво
Према подацима из 2002. године у насељу је живело 19 становника, од којих су сви румунске националности.